# Juha-Pekka Leppäluoto
 (septembre 2007).
Si vous disposez d'ouvrages ou d'articles de référence ou si vous connaissez des sites web de qualité traitant du thème abordé ici, merci de compléter l'article en donnant les références utiles à sa vérifiabilité et en les liant à la section « Notes et références ».
Pour les articles homonymes, voir Pekka.
Juha-Pekka Leppäluoto (né le 15 novembre 1974 à Raahe en Finlande) est un chanteur de metal finlandais. Il est marié, mesure 1,80 m et à une voix de type baryton. De son mariage est né un fils le 1er avril 2005. Il est chanteur des groupes Charon, Northern Kings, Harmaja et Dark Sarah. Il a auparavant été chanteur des groupes Poisonblack et Astray.
Juha-Pekka dit que ses groupes préférés sont Monster Magnet, In Flames, Paradise Lost, Faith No More, Meshuggah, Type O Negative, Edge of Sanity, Dave Matthews Band, Danzig et Kiss.
Avant sa carrière musicale, il était champion en danse de compétition (tango, valse et foxtrot).
En 2017, après des contributions lors de leur dernier album, Leppäluoto rejoint officiellement le groupe Dark Sarah où il rejoint Heidi Parviainen au chant. L'année suivant, le groupe sort leur troisième album et le premier avec Leppäluoto, The Golden Moth.

## Discographie

### AvecCharon
- Sorrowburn (1998)
- Tearstained (2000)
- Downhearted (2002)
- The Dying Daylights (2003)
- Songs For The Sinners (2005)

### AvecPoisonblack
- Escapexstacy (2003)

### AvecNorthern Kings
- Reborn (2007)
- Rethroned (2008)

### AvecHarmaja
- Harmaja EP (2007)
- Harmaja (2009)
- Lento (2010)
- Marras (2012)

### AvecDark Sarah
- The Golden Moth (2018)